# Aeropuerto del Condado de Imperial
El Aeropuerto del Condado de Imperial (IATA: IPL, OACI: KIPL, FAA LID: IPL) es un aeropuerto de uso público propiedad del Condado de Imperial, California, Estados Unidos. También conocido como Boley Field, se utiliza principalmente para la aviación general, pero tiene un servicio de pasajeros programado de una aerolínea comercial. El servicio está subvencionado por el programa Essential Air Service.
El aeropuerto está ubicado a 2 km (1 milla náutica) al sur del distrito financiero de Imperial, California, parcialmente en la ciudad de Imperial y parcialmente en un área no incorporada del condado de Imperial.  Sirve a las comunidades cercanas, incluido El Centro.
El Plan Nacional de Sistemas Aeroportuarios Integrados para 2021-2025 lo clasificó como un aeropuerto de servicio comercial no primario.
Los primeros vuelos regulares de una aerolínea de pasajeros comenzaron en 1943, operados por Western Airlines con Douglas DC-3. El servicio de Western fue reemplazado por Bonanza Air Lines en 1953, que también volaba DC-3. Bonanza se fusionó con Air West (más tarde Hughes Airwest) en 1968 y fue la aerolínea principal de El Centro hasta 1979.

## Instalaciones y aeronaves
El aeropuerto del condado de Imperial cubre un área de 150 ha (370 acres) a una altura de 16 m (54 pies) por debajo del nivel medio del mar. Tiene dos pistas pavimentadas con asfalto: la 14/32 mide 1,618 x 30 m (5,308 por 100 pies) y la 8/26 mide 1,372 x 23 m (4,501 por 75 pies).
Para el período de 12 meses finalizado el 31 de diciembre de 2019, el aeropuerto tuvo 14,368 operaciones de aeronaves, un promedio de 39 por día: 66% de aviación general, 8% comercial regular/taxi aéreo y 26% militar. En abril de 2022 había 32 aeronaves con base en este aeropuerto: 30 monomotores, 1 multimotor y 1 helicóptero.

## Aerolíneas y destinos

### Pasajeros
| Aerolíneas               | Destinos                        |
| ------------------------ | ------------------------------- |
| Southern Airways Express | Los Ángeles, Phoenix–Sky Harbor |

### Carga
| Aerolíneas                        | Destinos           |
| --------------------------------- | ------------------ |
| Ameriflight                       | Ontario            |
| FedEx Feeder operado por West Air | Ontario, San Diego |

## Aeropuertos cercanos
- Aeropuerto Internacional General Rodolfo Sánchez Taboada (38 km)
- Aeropuerto Internacional de Yuma (93 km)
- Aeropuerto Internacional de Palm Springs (141 km)
- Aeropuerto Internacional de San Diego (152 km)